# Route nationale inter-états 4
Pour les articles homonymes, voir Route nationale 4.
La route nationale inter-états 4 (RNIE 4) est une route béninoise allant de la frontière togolaise à la frontière nigériane, en passant par Aplahoué, Bohicon et Kétou. Sa longueur est de 155 km.

## Tracé
- Togo N6
- Département du Couffo
  - Aplahoué
- Département du Zou
  - Abomey
  - Bohicon
- Département du Plateau
  - Kétou
- Nigeria